# Escala de Yale-Brown
A escala de Yale–Brown (Y-BOCS) é um teste para avaliar o grau de gravidade dos sintomas de perturbação obsessiva-compulsiva (POC). Concebida por Wayne K. Goodman e associados, a escala é extensivamente usada na investigação e prática clínica tanto para determinar a gravidade da POC como para monitorizar as melhorias durante o tratamento.